# Райкин, Соломон Савельевич
Соломон Савельевич Райкин (24 сентября 1893, Николаев — 10 июня 1969, Киев) — советский военный деятель, генерал-майор танковых войск (постановление СНК СССР № 274 от 11.03.1944).

## Начальная биография
Родился 24 сентября 1893 года в Николаеве Херсонской губернии (ныне Николаевская область, Украина) в многодетной семье херсонского мещанина Зовеля Авромовича Райкина и Штерны Райкиной. Еврей. Окончил частную школу (1903).
В РИА с 1915 по 1917 год, рядовой. В РККА с мая 1919 года. Член ВКП(б) с 1920 года. Окончил Одесские пехотные курсы (1920), СТ КУКС «Выстрел» (1923, 1931), АКТУС при ВАММ (1935).
1-я Мировая война. Гражданская война (против Деникина и Махно). Советско-финляндская война. Великая Отечественная война (с июля 1941 по май 1945).

## Военная служба

### Служба в Русской императорской армии
В Русской императорской армии с 1915 года был призван в ряды РИА и направлен на учёбу в Чугуевское военное училище, после окончания которого в чине поручика был направлен на Юго-Западный фронт, где командовал взводом и ротой. В 1917 году избирался членом полкового комитета.

### Служба в Красной армии
С мая 1919 по сентябрь 1920 года — курсант Одесских пехотных курсов. В 1919 году после ранения 10 дней был в плену в Николаеве.
С сентября 1920 года — командир взвода, помощник командира роты 29-х Полтавских и 47-х Николаевских пехотных курсов.
С ноября 1922 по август 1923 года — слушатель Высшей тактическо-стрелковой школы командного состава РККА им. III Коминтерна («Выстрел»).
С августа 1923 года — командир роты, помощник командира батальона 18-го и 16-го стрелковых полков. С октября 1925 года — командир батальона 163-го стрелкового полка 55-й стрелковой дивизии. С марта 1929 года — помощник начальника 6-го отдела штаба Московского ВО.
С ноября 1930 по февраль 1931 года — слушатель Высшей тактическо-стрелковой школы командного состава РККА им. III Коминтерна («Выстрел»).
С февраля 1931 года — командир батальона школы военных автотехников. С сентября 1933 года — помощник начальника 4-го отдела ГУРККА. С сентября 1934 года — начальник курса Военной академии механизации и моторизации РККА им. И. В. Сталина.
С января 1935 года — слушатель АКТУС при Военной академии механизации и моторизации РККА им. И. В. Сталина.
С июня 1935 года — начальник курса Военной академии механизации и моторизации РККА им. И. В. Сталина. С июня 1937 года — командир механизированного полка Особой кавалерийской дивизии им. Сталина. Приказом НКО № 01626 от 16.09.1938 года назначен командиром 43-й легкотанковой бригады. Приказом НКО № 0615 от 02.1940 года назначен начальником АБТО 15-й армии. Приказом НКО № 02887 от 07.1940 года назначен старшим преподавателем тактики Ленинградских краснознаменных бронетанковых курсов усовершенствования комсостава.

### Великая Отечественная война
С 12 июля 1941 года — начальник АБТВ Лужской ОГ. Участвовал в Битве за Москву. С 19 июля 1941 года — начальник АБТО 30-й армии. В конце июля — августе в составе Западного фронта участвовал в Смоленском сражении 1941 В составе Западного фронта участвовал в Клинско-Солнечногорской оборонительной операции 1941 года, а с 6 декабря — в Клинско-Солнечногорской наступательной операции 1941 года.
С января 1942 года — начальник тактического цикла Казанского БТУ. С июля 1942 года — заместитель командующего 10-й армии по танковым войскам. С февраля 1943 года — и.д. командующего БТ и МВ 10-й армии. Приказом НКО № 02363 от 04.1943 года утверждён в занимаемой должности. Приказом НКО № 0179 от 06.1944 года назначен командующим БТ и МВ 1-й гв. армии.

### После войны
С августа 1945 года — и.д. командующего БТ и МВ Киевского ВО. Приказом МВС СССР № 04769 от 07.1946 года утверждён в занимаемой должности. С марта 1947 года — начальник Киевского танко-технического училища.
Приказом МВС № 0519 от 27.05.1947 года уволен в отставку по ст. 43б (по болезни) с правом ношения военной формы. Жил в Киеве. Умер 10 июня 1969 года. Похоронен на Новодевичьем кладбище (Колумбарий, новая территория, 132 секция).

### Воинские звания
майор (04.12.1935), полковник (26.09.1938), ген.-майор т/в (Постановление СНК СССР № 274 от 11.03.1944).

## Награды
- Орден Ленина (21.02.1945)[3][5].
- два ордена Красного Знамени (28.09.1943, 03.11.1944)[3][6].
- Орден Суворова II степени (23.05.1945)[3].
- Медаль «XX лет РККА» (1938)
- Медаль «За оборону Москвы» (01.05.1944)[3][7].
- Медаль «За победу над Германией в Великой Отечественной войне 1941—1945 гг.» (09.05.1945),
- Юбилейная медаль «30 лет Советской Армии и Флота» (1948)[3].

## Память
- На могиле установлен надгробный памятник
- Его имя увековечено в Главном Храме Вооружённых сил России, и навсегда запечатлено на мемориале «Дорога памяти»[3]